# Правило Тейлора

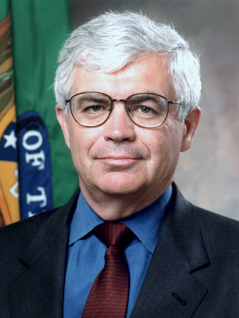
Джон Тейлор, автор правила денежно-кредитной политики

Правило Тейлора (англ. Taylor rule) — простое правило денежно-кредитной политики, согласно которому краткосрочная процентная ставка центрального банка является функцией от разрыва выпуска и отклонения инфляции от целевого значения.

## История
Правило впервые было предложено профессором Стэнфордского университета Джоном Тейлором в 1993 году в работе «Дискреционная политика против политики правил на практике». Одновременно, в ноябре 1993 года с тем же выводами вышла работа Дейла Хендерсона и Уорвика Маккиббина.

## Правила монетарной политики
Правила способствуют стабильности цен и полной занятости путём систематического снижения неопределённости и повышения доверия к будущим действиям центрального банка. Правило запрещает реагировать на состояние экономики до тех пор, пока подобные ответы встроены в само правило.

## Определение
Правило Тейлора: номинальная процентная ставка должна реагировать на расхождения фактических темпов инфляции от целевого уровня инфляции и реального валового внутреннего продукта (ВВП) от потенциального ВВП, и задаётся следующим образом:
{\displaystyle i_{t}=\pi _{t}+0,02+0,5y+0,5(\pi _{t}-0,02)},
где {\displaystyle i_{t}} — номинальная ставка, {\displaystyle \pi _{t}} — уровень инфляции за предыдущий период, {\displaystyle y=(Y-{\bar {Y}})/{\bar {Y}}} — отклонение в процентах объёма выпуска (ВВП) от уровня выпуска при полной занятости (потенциального ВВП).
Правило для общих коэффициентов имеет следующий вид:
{\displaystyle i_{t}=\pi _{t}+r_{t}^{*}+a_{\pi }(\pi _{t}-\pi _{t}^{*})+a_{y}(y_{t}-{\bar {y}}_{t})},
где {\displaystyle i_{t}} — краткосрочная номинальная ставка, {\displaystyle \pi _{t}} — уровень инфляции, измеряемый как дефлятор ВВП, {\displaystyle \pi _{t}^{*}} — желаемый уровень инфляции, {\displaystyle r_{t}^{*}} — предполагаемый уровень равновесной реальной процентной ставки, {\displaystyle y_{t}} — логарифм реального ВВП, {\displaystyle {\bar {y}}_{t}} — логарифм потенциального ВВП, который определяется линейный трендом.

## Правило Тейлора
Согласно правилу Тейлора реальная ставка {\displaystyle i_{t}-\pi _{t}} должна реагировать на:
- разницу между выпуском и уровнем выпуска при полной занятости;
- разницу между инфляцией и её целевым значением (которое определено Тейлором в 2 %, или 0,02).

Если выпуск находится на уровне полной занятости, а инфляция соответствует целевому ориентиру в 2 %, то по правилу Тейлора центральный банк устанавливает реальную ставку в размере 2 %, что примерно равно её долгосрочному среднему уровню.
Если экономика «перегрета» и выпуск выше своего значения в условиях полной занятости, а инфляция выше целевого значения, то центробанк ужесточает денежно-кредитную политику за счет повышения процентной ставки выше 2 %. Если ВВП ниже уровня производства при полной занятости и инфляцией ниже целевого значения, то ставка должна опуститься ниже
2 %, смягчая тем самым денежно-кредитную политику.
Тейлор в своей работе показал, что это правило статистически точно описывает фактическое поведение ФРС США.
Однако, Тейлор не считал, что ФРС должно автоматически следовать правилу, правило служит лишь в качестве руководства для денежно-кредитной политики. Отступление от данного правила возможно в случае существования особых обстоятельств. Тем не менее, ФРС должна обязательно придерживаться этого правила (или оставаться очень близко к нему).

## Принцип Тейлора
При прочих равных условиях увеличение инфляции на 1 % должно приводить к повышению процентной ставки более чем на 1 %. Эта закономерность называется принципом Тейлора. Так как реальная процентная ставка равна номинальной процентной ставке минус уровень инфляции, то реальная процентная ставка должна быть увеличена, чтобы охладить экономику при увеличении темпов инфляции (номинальная процентная ставка увеличится больше, чем уровень инфляции).

## Модификация принципа Тейлора
В работе Аскари и Ропеле за 2007 год, и в работе Кайли за 2007 год выявлено, что использование принципа Тейлора недостаточно для выявления определённости, если средняя инфляция положительна, а не нулевая. В работе Коибиона и Городниченко за 2008 год также утверждается, что центральный банк должен увеличивать ставку десять к одному (для выявления определённости), если инфляция превышает 6 %. В таких моделях необходимо индексировать инфляцию для сохранения принципа Тейлора.
В работах Кристиано, Эйхенбаума и Эванса за 2005 год, Равенна и Уолша за 2006 год , Льоса и Туэста за 2006 год и Куроцуми и Ван Зандведжа в 2008 году выявлено, что использование принципа Тейлора недостаточно для выявления определённости, если процентная ставка воздействует на реальные предельные издержки (например, для финансирования фонда зарплаты или из-за трений поиска на рынке труда). В таких моделях необходимо включать межвременной аспект в условиях спроса компании на рабочую силу.
По мнению Кокрейна, общая определимость возникает от предположения о том, какие меры предпримет центральный банк в ответ на отклонения инфляции от равновесного уровня.

## Критика
Исследование Балларда и Митры 2002 года подтвердило существование единственного стационарного равновесия, при которой политика должна реагировать в достаточной мере (больше, чем уровень инфляции) ростом номинальной процентной ставки на возросшую инфляцию и при разрыве выпуска. Однако, в правиле Тейлора не определены какие коэффициенты при инфляции и выпуске использовать. Чем больше коэффициенты, тем быстрее после шока инфляция движется к долгосрочному целевому уровню, а выпуск к заданному уровню, но высокие коэффициенты увеличивают риск, что инфляция и выпуск превысят естественные уровни. Краткосрочная волатильность процентных ставок также негативно сказывается на экономике.
В работе Лансинга и Трехана 2001 года также указаны условия, при которых правило Тейлора является оптимальным для инструмента при дискреционной политике.
Исследование Любика и Шурфейда в 2004 году подтвердило, что недостаточное реагирование центральных банков, ФРС на возросший уровень инфляции в 1970-х годах приводит к всплеску инфляции. Однако правило Тейлора не определяет как измерять уровень инфляции, выпуск и естественный уровень.
Работа Кларида, Гали и Гертлера 2000 года при исследовании ФРС, Бундесбанка и Банка Японии подтверждает соответствие правила Тейлора и фактических данных процентной ставки при включении лаговой номинальной ставки. Однако, есть и примеры, когда ФРС США изменяло ставку в нарушение правила Тейлора. В правиле Тейлора можно заменить показатели текущего выпуска и инфляции на прогнозные переменные на несколько следующих кварталов, что позволит экономике быстрее реагировать.
Работа А. Орфанидиса 2000 года показывает, что в 1970-х годах при использовании данных реального времени (фактически доступных на момент принятия решений) хуже определяли необходимую номинальную ставку. Принимающие решения в 1970-х годах сильно переоценивали естественный уровень выпуска и поэтому чрезмерно стимулировали экономику.